# Torsten Meyer (Sänger)

Torsten Meyer

Torsten Meyer (* 16. Oktober 1973 in Veerßen, Hansestadt Uelzen) ist ein deutscher Sänger (Bariton) und Hochschullehrer. Er ist Professor für Gesang und Ensemblegesang an der Hochschule für Musik Freiburg.

## Leben und Wirken
Nach dem Abitur am Herzog-Ernst-Gymnasium Uelzen im Jahr 1993 studierte Torsten Meyer an der HMTM Hannover die Diplomstudiengänge Oper-Solo, Musikerziehung Gesang, evangelische Kirchenmusik (A-Examen) sowie den Studiengang Lehramt am Gymnasium. An der Leibniz Universität Hannover studierte er parallel Germanistik. An der HMTM Hannover wurde er von Carol Richardson-Smith (Gesang), Lajos Rovatkay und Ulrich Bremsteller (Orgel), Gerrit Zitterbart (Klavier), Justus Zeyen (Liedklasse), Walter Nußbaum (Chorleitung) sowie Martin Brauß (Orchesterleitung) unterrichtet. Meisterkurse besuchte er während des Studiums u. a. bei Eugen Rabine und Rudolf Piernay. Meyer war von 1996 bis 2002 Stipendiat der Stiftung der Deutschen Wirtschaft (Studienstiftung) und im Jahr 2000 Stipendiat des Richard Wagner-Verbandes Hannover.
Internationale Verpflichtungen als Solist und Ensemblemitglied führten ihn u. a. zu den Göttinger Händel-Festspielen, den Festwochen für Alte Musik Innsbruck, zum Europäischen Musikfest Stuttgart 2000, zu Festivals in Europa (z. B. Niedersächsische Musiktage, Thüringer Bachwochen, MDR Musiksommer, Barockfest Münsterland, ARVO PÄRT in NRW, Brühler Schlosskonzerte, SVATOVÁCLAVSKÉ SLAVNOSTI Prag), zur Expo 2000 sowie auf Tourneen u. a. nach Israel, USA und Südamerika.
In diesem Zusammenhang arbeitete er u. a. mit den Dirigenten Helmuth Rilling, Hermann Max, Helmut Müller-Brühl, Noam Sheriff und den Barockorchestern Das Kleine Konzert, L’arpa festante, L’Arco sowie der Radiophilharmonie des NDR, dem Bach-Collegium Stuttgart, der Kammerakademie Potsdam und dem Israel Chamber Orchestra.
Es entstanden Rundfunk-, TV- und CD-Aufnahmen u. a. mit dem Abegg-Trio und dem Brahms-Chor Hannover. Mittlerweile hat sich Meyer im Lied- und Konzertfach spezialisiert. Zu seinen Duopartnern zählen Matthias Alteheld, Hinrich Alpers, Gerrit Zitterbart (Klavier/Hammerflügel) sowie Johannes Lang und Martin Schmeding (Cembalo/Orgel).
Im Jahr 2020 sang er im Goethe-Institut Paris auf Einladung des deutschen Botschafters der UNESCO, Peter Reuss einen Beethoven-Liederabend mit dem Pianisten Matthias Alteheld.
Torsten Meyer lebt in Hannover und Freiburg. 

## Lehre
Torsten Meyer war zwischen 2002 und 2006 mit einem Lehrauftrag für Gesang am Institut für Musik der Fachhochschule Osnabrück und anschließend von 2007 bis 2010 mit einem Lehrauftrag für Gesang an der HMTM Hannover beschäftigt.
Zum Wintersemester 2009/10 wurde er als ordentlicher Professor für Gesang und Ensemblegesang an die Hochschule für Musik Freiburg berufen.

## Kirchenmusik
Torsten Meyer war neben seiner Karriere als Sänger von 1999 bis 2009 Kantor und Organist der evangelisch-lutherischen Südstadt-Kirchengemeinde Hannover (Nazarethkirche und Pauluskirche) und hauptberuflich als Kreiskantor im Amtsbereich Hannover-Mitte tätig. Mit der Kantorei an Nazareth und dem Barockorchester L' Arco brachte Meyer schwerpunktmäßig oratorische Werke zur Aufführung. Er dirigierte insbesondere die Oratorien Johann Sebastian Bachs.

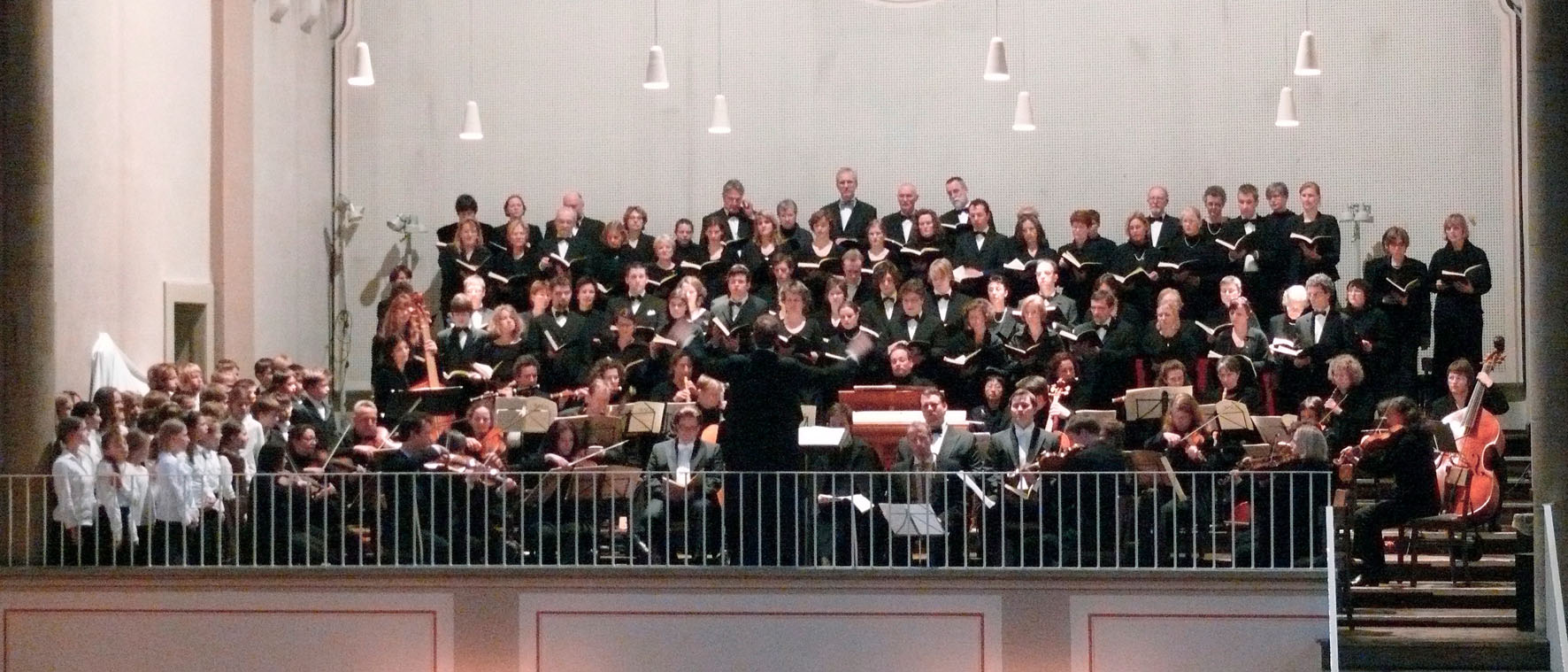
Aufführung der Matthäuspassion von J.S. Bach in der ev.-luth. Nazarethkirche zu Hannover unter der Leitung von Kreiskantor Torsten Meyer (2007).

Im Jahr 2004 gründete Meyer das Vokalensemble an Nazareth als semiprofessionellen Kammerchor und war bis 2010 dessen künstlerischer Leiter. 2004 führte der Chor die Passionskantate Der Tod Jesu von Johann Christoph Friedrich Bach erstmals in Hannover auf. Das Ensemble heißt seit 2008 Collegium Vocale Hannover und brachte unter Meyers Leitung A-cappella-Werke von der Renaissance bis zur zeitgenössischen Moderne zur Aufführung.

## Preise und Stipendien
- 1996–2002: Stipendiat der Stiftung der Deutschen Wirtschaft (Studienstiftung).
- 1998: Stipendiat des Schleswig-Holstein Musik Festivals.
- 2000: Stipendiat des  Richard Wagner-Verband Hannover.[10]
- 2002: Kirchenmusikpreis, verliehen durch den evangelisch-lutherischen Stadtkirchenverband Hannover, in Anerkennung seiner außerordentlichen Verdienste um die Kirchenmusik.
- 2008: Ehrenpreis der niedersächsischen Landeshauptstadt Hannover, wodurch sein besonderer Einsatz für das Gemeinwohl gewürdigt wurde.

## Veröffentlichungen
- Schuberts Werkstatt, Label TACET, 2001 mit dem Abegg-Trio.
- Alfred Koerppen: Chorerzählungen – JONA, Label Thorofon, 2005 mit dem Brahmschor Hannover und Ulfert Smidt (Orgel).
- Viktor Ullmann: Die Weise von Liebe und Tod des Cornets Christoph Rilke für Sprecher & Orgel (Weltersteinspielung), Label ARS, 2013 mit Martin Schmeding an der Eule-Orgel der Mercatorhalle Duisburg.[11]

- Johann Sebastian Bach: Kantate BWV 29 „Ratswahlkantate“, Youtube, 2021 mit Johannes Lang (Orgel) aus der Friedenskirche Potsdam Sanssouci.[12]